# Edward Lipiński (Orientalist)
Edward Lipiński (* 18. Juni 1930 in Łódź, Polen; † 12. April 2024 in Brüssel, Belgien) war ein polnisch-belgischer Orientalist, der sich auf das Studium der westsemitischen Sprachen, insbesondere des Aramäischen und Phönizischen, spezialisiert hatte.

## Werke
- La Royauté de Yahwé dans la poésie et le culte de l’ancien Israël. In: Verhandelingen van de Koninklijke Vlaamse Academie voor Wetenschappen, Letteren en Schone Kunsten van België. Klasse der Letteren. Jaarg. XXVII, Nr. 55, Paleis der Academiën, Brussel 1965, 560 ff.; second edition, Brussel 1968.
- Le Poème royal du Psaume LXXXIX, 1-5.20-38 (Cahiers de la Revue Biblique 6), J. Gabalda et Cie, Paris 1967, 110 pp.
- Studies in Aramaic Inscriptions and Onomastics I–III (Orient. Lov. An. 1, 57, 200), Leuven University Press, Peeters & Oriëntalistiek, Leuven 1975, 1994, 2010, 240 pp., 273 pp., XX + 308 pp.
- Dieux et déesses de l’univers phénicien et punique (Orient. Lov. An. 64; Studia Phoenicia XIV), Peeters & Departement Oosterse Studies, Leuven 1995, 536 p.
- Semitic languages: outline of a comparative grammar, 2000, ISBN 978-90-429-0815-4
- The Aramaeans: their ancient history, culture, religion, 2001, ISBN 978-90-429-0859-8
- Itineraria Phoenicia (Orient. Lov. An. 127; Studia Phoenicia XVIII), Peeters & Departement Oosterse Studies, Leuven 2004, XXVI+ 622 pp.
- On the Skirts of Canaan in the Iron Age. Historical and Topographical Researches (Orient. Lov. An. 153), Peeters & Departement Oosterse Studies, Leuven 2006, 484 pp.
- Resheph. A Syro-Canaanite Deity (Orient. Lov. An. 181; Studia Phoenicia XIX), Peeters & Departement Oosterse Studies, Leuven 2009, 297 pp.